# Bernard Nottage
Bernard Nottage, född 23 oktober 1945, död 28 juni 2017, var en friidrottare från Bahamas. Han deltog vid olympiska sommarspelen 1968.